# Тируварур (округ)
Тируварур (англ. Tiruvarur) — округ в индийском штате Тамилнад. Административный центр — город Тируварур.

## История
Образован в 1997 году из части территории округа Нагапаттинам.
Уроженкой округа была индийская актриса Манорама (1937—2015), снявшаяся в более чем 1,2 тысячи фильмов и попавшая в Книгу рекордов Гиннесса.

## География
Площадь округа — 2167 км².

## Демография
По данным всеиндийской переписи 2001 года население округа составляло 1 169 474 человека. Уровень грамотности взрослого населения составлял 76,6 %, что выше среднеиндийского уровня (59,5 %). Доля городского населения составляла 20,3 %.
По данным переписи 2011 года население округа составляло 1 264 277 чел.